# 古琴曲集
《古琴曲集》，為古琴譜，許健、王迪編。第一集在1962年8月出版。第二集於1983年出版。

## 關於本書的說明
本書彙集了全國各地二十四位古琴演奏者的琴曲共六十二首。包括傳統琴曲和新發掘的琴曲。其中有些在曲名上相同，但版本、風格或處理上各有其特點，彙編在一起，以供讀者比較、研究。